# Csonkahegyhát, Zala
Csonkahegyhát  este un sat în districtul Zalaegerszeg, județul Zala, Ungaria, având o populație de 338 de locuitori (2011). 

## Demografie
Componența etnică a satului Csonkahegyhát
     Maghiari (97,03%)
     Necunoscut (1,98%)
     Romi (0,99%)
     Alții (1,98%)
Componența confesională a satului Csonkahegyhát
     Romano-catolici (52,37%)
     Reformați (24,26%)
     Fără religie (2,37%)
     Luterani (1,78%)
     Necunoscută (19,23%)
     Alte religii (0,89%)
Conform recensământului din 2011, satul Csonkahegyhát avea 338 de locuitori. Din punct de vedere etnic, majoritatea locuitorilor (97,03%) erau maghiari. Apartenența etnică nu este cunoscută în cazul a 1,98% din locuitori.  Din punct de vedere confesional, majoritatea locuitorilor (52,37%) erau romano-catolici, existând și minorități de reformați (24,26%), persoane fără religie (2,37%) și luterani (1,78%). Pentru 19,23% din locuitori nu este cunoscută apartenența confesională.